# Петров, Юрий Анатольевич (хоккеист)
Ю́рий Анато́льевич Петро́в (30 марта 1984, Тольятти, СССР) — российский хоккеист, центральный нападающий.

## Карьера
Воспитанник тольяттинского хоккея. Начал профессиональную карьеру в 2003 году в составе самарского ЦСК ВВС, выступая до этого за фарм-клуб тольяттинской «Лады». В составе самарцев за 2 года, проведённых в высшей лиге, набрал 27 (10+17) очков в 110 матчах, после чего подписал контракт с челябинским «Трактором». В 2006 году вместе с командой получил право выступать в элитном российском дивизионе, однако, получив предложение от «Лады», перед началом следующего сезона перешёл туда.
В составе «автозаводцев» выступал на протяжении трёх сезонов, получив звание капитана клуба, и набрав 50 (16+34) в 158 проведённых матчах. Из-за финансовых проблем покинул Тольятти, после чего он заключил однолетнее соглашение с новосибирской «Сибирью». В первом сезоне стал одним из самых результативных нападающих, набрав 25 (9+16) очков в 58 матчах, и руководство новосибирцев приняло решение продлить соглашение ещё на один год.
В сезоне 2011/12 результативность Петрова сократилась — в 54 проведённых матчах он набрал 13 (2+11) очков, поэтому по окончании сезона руководство «Сибири» не стало предлагать ему новый контракт. 3 мая 2012 года Петров заключил соглашение с ярославским «Локомотивом».
В августе 2014 г. вернулся в «Ладу». В январе 2015 г. принял участие в седьмом матче звёзд КХЛ, состоявшемся в Сочи.
В 2018 году заключил контракт с клубом «Адмирал», соглашение было рассчитано на один сезон.

## Статистика
| Легенда | Легенда                    | Легенда | Легенда                   | Легенда | Легенда    |
| ------- | -------------------------- | ------- | ------------------------- | ------- | ---------- |
| И       | Количество проведённых игр | Штр     | Штрафное время            | +/−     | Плюс-минус |
| Г       | Голы                       | П       | Голевые передачи          | О       | Очки       |
| -       | Статистика неизвестна      | —       | Статистика не учитывалась |         |            |